# Olympique Lyonnais 1972-1973
Questa voce raccoglie le informazioni riguardanti l'Olympique Lyonnais nelle competizioni ufficiali della stagione 1972-1973.

## Stagione
Dopo un buon inizio in campionato, l'Olympique Lione disputò una stagione a metà classifica che si concluse con il tredicesimo posto finale. Al termine della stagione la squadra ebbe tuttavia modo di aggiungere alla bacheca la terza Coppa di Francia, vinta battendo per 2-1 il Nantes appena laureatosi campione di Francia.

## Divisa e sponsor
La stagione 1972-1973 vide l'introduzione degli sponsor sulle maglie delle squadre partecipanti alla Division 1. L'Olympique Lione, che per quella stagione confermò la divisa introdotta nella stagione precedente (prodotta da Le Coq Sportif), scelse come sponsorizzazione Mister West.
| Manica sinistra · Maglietta · Maglietta · Manica destra · Pantaloncini · Calzettoni |

## Rosa
| N. |                       | Ruolo | Calciatore          |
| -- | --------------------- | ----- | ------------------- |
|    | Francia (bandiera)    | P     | Yves Chauveau       |
|    | Francia (bandiera)    | D     | Albert Domenech     |
|    | Francia (bandiera)    | D     | Raymond Domenech    |
|    | Jugoslavia (bandiera) | D     | Ljubomir Mihajlović |
|    | Francia (bandiera)    | D     | Jean Baeza          |
|    | Francia (bandiera)    | D     | Patrick Baldassara  |
|    | Francia (bandiera)    | D     | Bérnard Lhomme      |
|    | Francia (bandiera)    | D     | Georges Prost       |
|    | Francia (bandiera)    | D     | Robert Valette      |
|    | Francia (bandiera)    | C     | Robert Cacchioni    |

| N. |                       | Ruolo | Calciatore       |
| -- | --------------------- | ----- | ---------------- |
|    | Francia (bandiera)    | C     | Alain Thiry      |
|    | Francia (bandiera)    | C     | Michel Berger    |
|    | Jugoslavia (bandiera) | C     | Dobrivoje Trivić |
|    | Francia (bandiera)    | C     | Michel Maillard  |
|    | Francia (bandiera)    | C     | Patrick Crolle   |
|    | Francia (bandiera)    | C     | Serge Chiesa     |
|    | Francia (bandiera)    | A     | Daniel Ravier    |
|    | Francia (bandiera)    | A     | Fleury Di Nallo  |
|    | Francia (bandiera)    | A     | Bernard Lacombe  |

## Calciomercato

### Sessione estiva(da luglio a settembre)
| Arrivi | Arrivi        | Arrivi | Arrivi   |
| R.     | Nome          | da     | Modalità |
| ------ | ------------- | ------ | -------- |
| C      | Michel Berger |        |          |

| Partenze | Partenze          | Partenze | Partenze |
| R.       | Nome              | a        | Modalità |
| -------- | ----------------- | -------- | -------- |
| P        | Gilbert Conrath   | Nancy    |          |
| D        | Gilbert Ravanello | Bastia   |          |
| C        | Mário Coluna      | ritirato |          |

## Statistiche

### Statistiche di squadra
| Competizione     | Punti | Totale | Totale | Totale | Totale | Totale | Totale | D.R. |
| Competizione     | Punti | G      | V      | N      | P      | Gf     | Gs     | D.R. |
| ---------------- | ----- | ------ | ------ | ------ | ------ | ------ | ------ | ---- |
| Division 1       | 35    | 38     | 14     | 7      | 17     | 62     | 67     | -5   |
| Coppa di Francia | -     | 9      | 6      | 0      | 3      | 19     | 9      | -    |
| Totale           | -     | 47     | 20     | 7      | 20     | 81     | 76     | -    |

### Statistiche dei giocatori
| Giocatore   | Totale | Totale | Totale | Totale |
| Giocatore   | Pres   | Gol    | Am     | Esp    |
| ----------- | ------ | ------ | ------ | ------ |
| Baeza       | 38     | 5      | -      | -      |
| Berger      | 1      | 2      | -      | -      |
| Baldassara  | 2      | -      | -      | -      |
| Cacchioni   | 30     | -      | -      | -      |
| Chauveau    | 47     | -      | -      | -      |
| Chiesa      | 41     | 8      | -      | -      |
| Crolle      | 2      | -      | -      | -      |
| Di Nallo    | 41     | 20     | -      | -      |
| A. Domenech | 3      | -      | -      | -      |
| R. Domenech | 47     | -      | -      | -      |
| Lacombe     | 44     | 31     | -      | -      |
| Lhomme      | 43     | 1      | -      | -      |
| Maillard    | 9      | 3      | -      | -      |
| Mihajlović  | 44     | -      | -      | -      |
| Prost       | 29     | 1      | -      | -      |
| Ravier      | 46     | 5      | -      | -      |
| Thiry       | 24     | 1      | -      | -      |
| Trivić      | 37     | 3      | -      | -      |
| Valette     | 1      | -      | -      | -      |